# Bystrzanowice-Dwór
Bystrzanowice-Dwór (prononciation : [bɨstʂanɔˈvit͡sɛ ˈdvur]) est une localité polonaise de la gmina de Janów, située dans le powiat de Częstochowa en voïvodie de Silésie.